# Limonium serratum
Espèce
Limonium serratum est une espèce de plantes à fleurs de la famille des Plumbaginaceae endémique de la Tunisie.